# Semiothisa choica
Semiothisa choica là một loài bướm đêm trong họ Geometridae.